# AA電池
AA电池是圆柱形干电池的标准尺寸之一。在IEC系统中称为“R6”尺寸，在ANSI中称作“15”尺寸。AA电池常用于携带式电子设备。AA电池由单电化电池构成，可以是原电池（一次性）或充电电池。AA型号电池的化学性质决定其精确的两极电压和容量。AA电池销售量超过一般电池的一半。

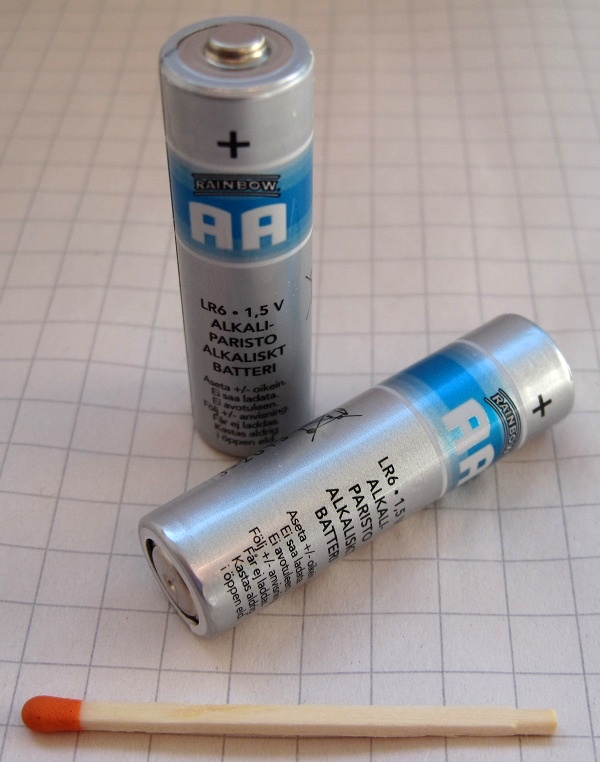
AA电池

美国国家标准协会在1947年规范了AA电池尺寸，但AA电池在正式规范化前，就有用于手电筒和小电器的历史。ANSI和IEC依据电池的功能和化学性质，为其指定了不同的名称。

## 尺寸

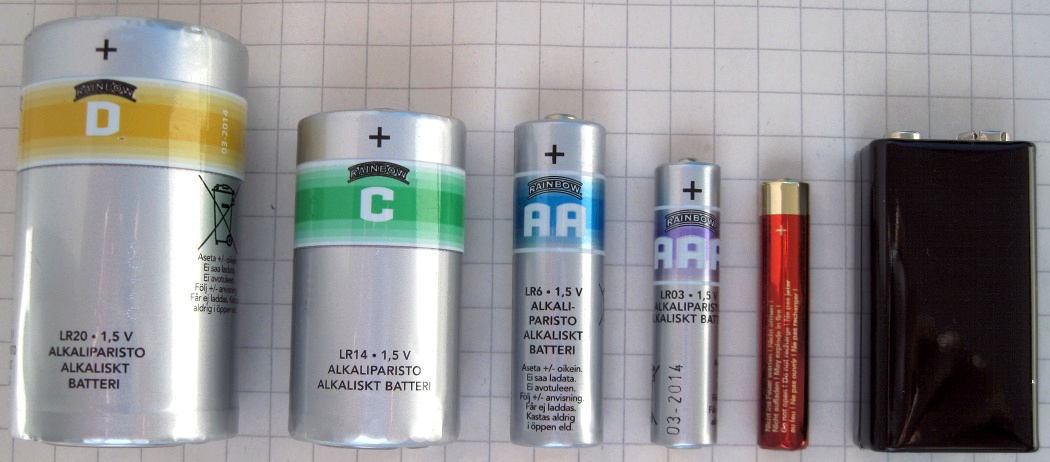
D、C、AA、AAA、AAAA电池和9伏电池

AA电池含端钮纽扣长49.2 - 50.5 mm，直径13.5 - 14.5 mm。正极纽扣至少应1 mm高，且直径最大5.5 mm，平直的阴极直径不应低于7 mm。
碱性AA电池约重23 g，锂AA电池质量约15 g，可充电镍氢电池约31 g。